# Ruscus × microglossus
Ruscus × microglossus là một loài thực vật có hoa lai ghép trong họ Asparagaceae. Loài này được Bertol. miêu tả khoa học đầu tiên năm 1857.

## Hình ảnh

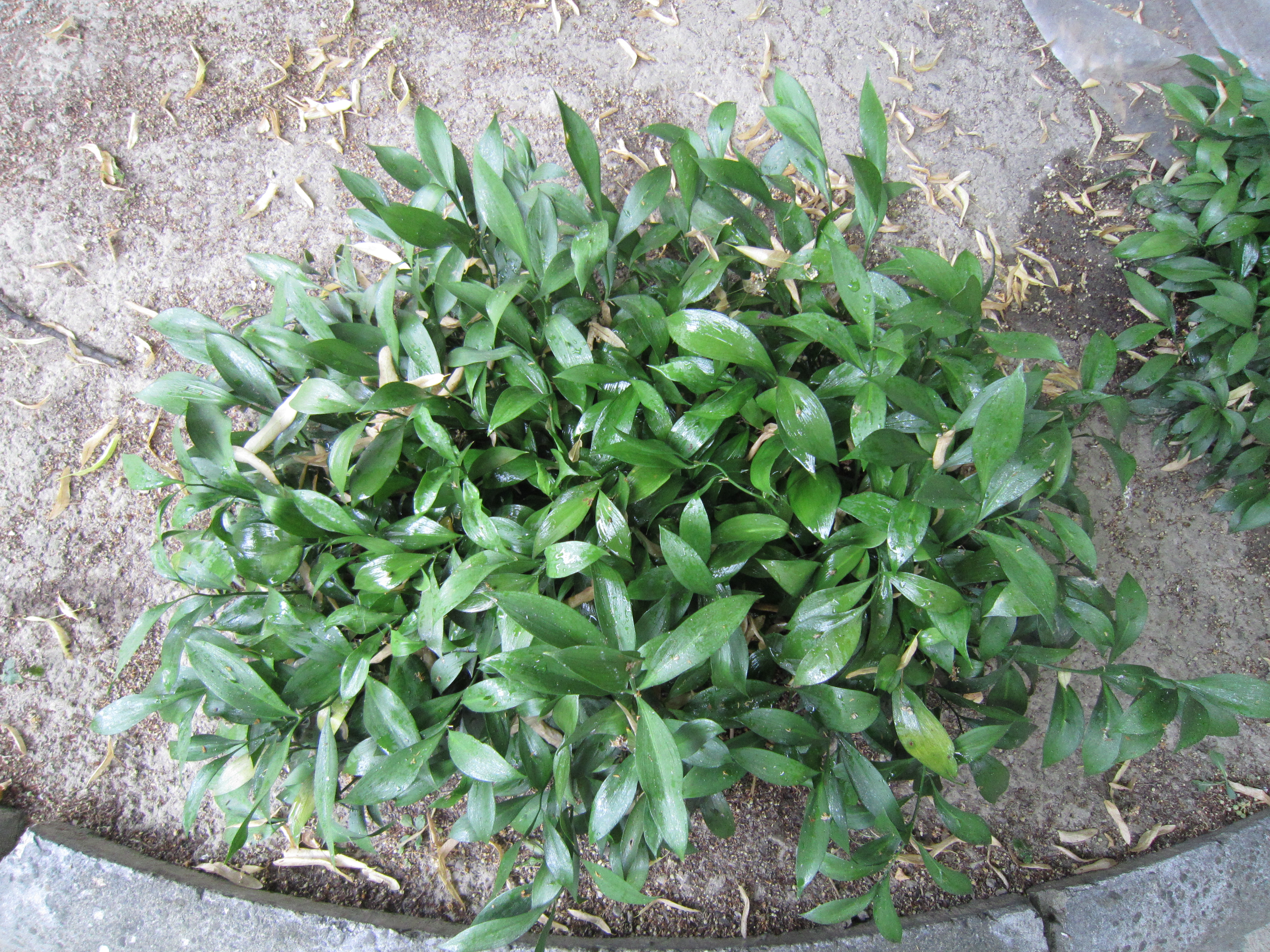